# 沙诺沙特奈
沙诺沙特奈（法語：Chanoz-Chatenay，法語發音：[ʃano ʃatnɛ]）是法国东部安省的一个市镇，属于布雷斯地区布尔格区。

## 地理
沙诺沙特奈（46°11'3"N, 5°1'48"E）面积13.42 平方千米，位于法国奥弗涅-罗讷-阿尔卑斯大区安省，该省份为法国东部省份，北起汝拉省，西北接索恩-卢瓦尔省，西接罗讷省和里昂大都会，南至伊泽尔省，东与萨瓦省、上萨瓦省和瑞士接壤。
与沙诺沙特奈接壤的市镇（或旧市镇、城区）包括：沙韦里亚、孔代西亚、讷维尔莱达姆、沃纳。

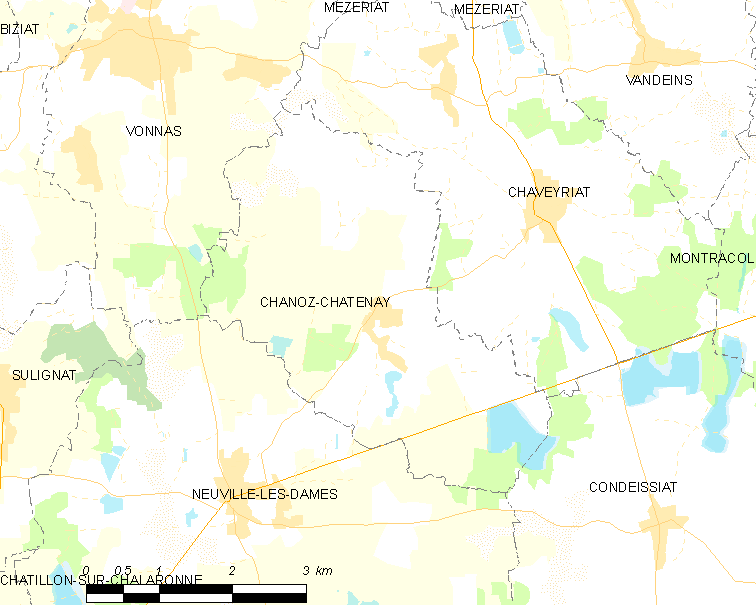
沙诺沙特奈的OSM定位图

沙诺沙特奈的时区为UTC+01:00、UTC+02:00（夏令时）。

## 行政
沙诺沙特奈的邮政编码为01400，INSEE市镇编码为01084。

## 政治
沙诺沙特奈所属的省级选区为沃纳县。

## 人口

1962-2008年间沙诺沙特奈人口变化图示

沙诺沙特奈于2022年1月1日时的人口数量为943人。